# جزيرة بورونغ (مقاطعة تاناه بومبو)
جزيرة بورونغ وهي جزيرة من جزر إندونيسيا، وتتبع إقليم كليمنتان الجنوبية في إندونيسيا.